# UTC类群
UTC类群（英語：UTC clade）是绿藻中的一个单系群。
它包括石蓴綱、共球藻纲和绿藻纲。